# نييوي
نييوي (بالإنجليزية: Niue، بالنييوية: Niuē) هي دولة جزرية تقع في جنوب المحيط الهادئ، وتقع على بعد 2,400 كيلومتر شمال شرق نيوزيلندا، وشرق تونغا، جنوب ساموا وغرب جزر كوك. وتبلغ مساحة أراضيها 260 كيلومترا مربعا (100 ميل مربع) ويبلغ عدد سكانها، وأغلبهم من البولينيزيين، حوالي 1,612 نسمة حتى نوفمبر 2016. ويشار إلى الجزيرة عادة باسم «الصخرة»، وهي إشارة إلى الاسم التقليدي «صخرة بولينيزيا».
نييوي هي دولة حكم ذاتي ذات ارتباط حر مع نيوزيلندا، وعاصمتها هي قرية ألوفي، وتتولى نيوزيلندا معظم العلاقات الدبلوماسية نيابة عنها. النييويون هم مواطنون نيوزيلنديون، والملك تشارلز الثالث هو رأس الدولة بصفته ملك نيوزيلندا. يعيش ما بين 90-95٪ من أهل نييوي في نيوزيلندا،  إلى جانب حوالي 70٪ من المتحدثين باللغة النييوية. ونييوي هي دولة ثنائية اللغة، وأكثر من 30٪ يتحدثون النييوية والإنجليزية على حد سواء، رغم أن نسبة الناس الناطقين باللغة الإنجليزية أحاديي اللغة هي 11٪ فقط، في حين أن نسبة أحاديي اللغة المتحدثين بالنييوية هي 46٪. لعبة الرغبي هي الرياضة الأكثر شعبية في نييوي. في أكتوبر 2016، أعلنت نييوي رسميا أنها سددت جميع ديونها الوطنية، وأنه لم يعد هناك أي دين وطني في البلاد.
نييوي ليست عضوا في الأمم المتحدة، ولكن منظمات الأمم المتحدة قبلت وضعها كدولة ذات ارتباط حر باعتباره يعادل وضع الاستقلال لأغراض القانون الدولي. وعلى هذا النحو، فإن نييوي لها عضوية كاملة في بعض الوكالات المتخصصة التابعة للأمم المتحدة (مثل منظمة الأمم المتحدة للتربية والعلم والثقافة (اليونسكو)  ومنظمة الصحة العالمية )، وتمت دعوتها إلى جانب جزر كوك، وهي دولة أخرى غير عضوة في الأمم المتحدة، لحضور الأمم المتحدة مؤتمرات مفتوحة «لجميع الدول». وتنقسم نييوي إلى 14 قرية (بلدية). ولكل قرية مجلس قروي ينتخب رئيسها. والقرى هي في الوقت نفسه دوائر انتخابية. كل قرية ترسل نائبا إلى برلمان نييوي.
في عام 2003، أصبحت نييوي أول دولة في العالم تقدم الإنترنت اللاسلكي المجاني لجميع سكانها. تمهد جمعية الزراعة العضوية في جزيرة نييوي حاليا الطريق لاتفاق بيئي متعدد الأطراف لجعل نييوي أول دولة تعتمد على الزراعة العضوية في العالم. نييوي هي رائدة في مجال النمو الأخضر، وهي تنتقل أيضا إلى الطاقة الشمسية بمساعدة من الاتحاد الأوروبي. في عام 2015، بدأت نييوي بتوفير الهواتف الأرضية لجميع سكانها. في عام 2008، أصبحت نييوي أول بلد في العالم يتم فيه توفير أجهزة الكمبيوتر المحمولة (لابتوب) لجميع طلاب المدارس. تعتبر نييوي أمة ديمقراطية للغاية وتتمتع بحرية كبيرة، وتجري فيها الانتخابات كل ثلاث سنوات. لا توجد بها أحزاب سياسية وجميع المرشحين مستقلون. آخر حزب سياسي ظهر في البلاد هو حزب نييوي الشعبي (1987-2003)، فاز مرة واحدة، ولكن تم حله لاحقا في عام 2003.
في يناير 2004، تعرضت نييوي لهجوم إعصار هيتا، وتسبب في أضرار جسيمة في الجزيرة بأكملها، وتسبب بمحو معظم جنوب العاصمة ألوفي. تسببت هذه الكارثة بتأخير الجدول الزمني لتنفيذ الخطة الإستراتيجية المتكاملة لنييوي (NISP)، وركزت الجهود الوطنية على الإغاثة. ولكن حتى عام 2008، لم تكن نييوي قد تعافت تماما. نييوي هي إحدى أكبر الجزر المرجانية في العالم. تتكون التضاريس من منحدرات حجرية حادة على طول الساحل مع هضبة مركزية ترتفع حوالي 60 مترا فوق مستوى سطح البحر. تحيط الشعاب المرجانية بالجزيرة، والفراغ الرئيسي الوحيد في الشعاب يقع في الساحل الغربي الأوسط، على مقربة من العاصمة ألوفي. ومن أبرز ما يميز الجزيرة هي العديد من كهوف الحجر الجيري الموجودة على مقربة من الساحل.